# 天白川 (田原市)
天白川（てんぱくがわ）は、愛知県田原市を流れる二級河川。

## 地理
田原市西部の丘陵地に源を発し、北に流れて渥美湾の福江漁港に注ぐ。河川延長約4.9キロメートル、流域面積約8.0キロメートル。豊島排水路と接続している。

### 支川
- 『天白川支流』 - 長倉橋付近で渥美第3排水機場より天白川に排水[4]。

## 水害とその対策

### 水害の歴史
主な水害を記載する。
- 1980年（昭和55年） - 台風19号により農地が303ヘクタール浸水する被害。
- 1982年（昭和57年） - 豪雨と台風10号、台風18号により潮位上昇、床下浸水約200の大きな被害。
- 1983年（昭和58年） - 台風5号、台風6号により一部地域で浸水。
- 2001年（平成13年） - 豪雨と台風15号により一部地域で浸水。
- 2004年（平成16年） - 豪雨と台風22号により一部地域で浸水。

### 水害対策
一部区間では天井川となっており、ポンプ排水が行われている。水害対策として、1967年（昭和42年）より河川改修が進められている。河口付近には天白川水門が設置されており、1995年（平成7年）には改築が行われた。

## 橋梁
下流より順に記載。
- 大漁橋
- 天白橋
- 長倉橋
- 清水橋
- 清水新橋
- 稲荷橋
- 大辻橋
- 野丹場橋
- 大溝橋